# ستيلفس
ستيلفس هي بلدية في مقاطعة جنوب تيرول في شمال إيطاليا. يقع بالقرب من المنحدر الشمالي لممر ستلفيو.

## السكان
وفقًا لتعداد عام 2011، يتحدث 98.46٪ من السكان اللغة الألمانية و 1.54٪ اللغة الإيطالية كلغة أولى.

## المشاهير
- رولاند ثوني متسابق تزلج في جبال الألب.
- فرانز كلاممر نافس على المنحدرات في دورة الألعاب الأولمبية الشتوية لعام 1976.

## روابط خارجية
- Homepage of the municipality